# DorFuchs
DorFuchs (* 16. November 1993 in Dresden, bürgerlich Johann Carl Beurich) ist ein deutscher Mathematiker und Musiker, der so genannte „Mathe-Songs“ auf YouTube, Spotify und iTunes veröffentlicht.

## Leben
Bekanntheit erlangte Beurich durch seine Videos auf dem Portal YouTube, in denen er über verschiedene mathematische Themen singt und rappt. Der Name seines YouTube-Kanals DorFuchs ist sächsisch und bedeutet auf Hochdeutsch DerFuchs. Seit Mitte 2011 lädt er dort seine Lieder als Lernvideos hoch und hat bei einigen bis zu einer Million Aufrufe. Dieser Erfolg bescherte ihm auch weitere mediale Aufmerksamkeit. In der Mediothek im Thüringer Schulportal werden seine Videos als Lernmaterial angeboten. Außerdem produziert er Lernvideos für die Lernplattform Learnattack des Dudenverlags. In einem Anfang 2013 veröffentlichten Lied singt er über seine Motivation für die Mathe-Songs und sagt, er wolle anderen mit seinen Songs helfen, Mathematik besser zu verstehen.
Nach dem Abitur am Gymnasium Luisenstift im Sommer 2012 begann er zum Wintersemester 2012/2013 ein Bachelorstudium in Mathematik an der Technischen Universität Dresden. Im September 2017 schloss er sein Masterstudium mit dem Master of Science (M.Sc.) ab. Von 2017 bis 2023 war er Promotionsstudent der Technischen Universität Dresden und dort bis 2023 als wissenschaftlicher Mitarbeiter am Institut für Analysis tätig. Seine Promotion zum Doctor rerum naturalium schloss er 2024 mit der Arbeit Euler schemes for accretive operators on Banach spaces (Betreuer: Ralph Chill) magna cum laude ab. Das Hauptresultat seiner Doktorarbeit vertonte er ebenfalls.
Auf seinem Kanal hat er auch Songs über seinen christlichen Glauben und sein Verhältnis zu Gott veröffentlicht.
Im Dezember 2019 gründete er für englischsprachige Mathe-Songs einen weiteren YouTube-Kanal namens TheGermanFox, da er auf seinem Hauptkanal nur die deutsche Sprache beibehalten will.
Beurich heiratete 2021 und wurde 2023 erstmals Vater.

## Rezeption
Die Presse bezeichnete ihn als „Singendes Mathegenie“ (Stern.de), „Radebeuler Multitalent“ (Berliner Morgenpost) und „Internetstar“ (DerWesten).

## Auszeichnungen
- 2013: Die Deutsche Mathematiker-Vereinigung präsentierte Johann Beurich als „Mathemacher des Monats Mai 2013“.[23]
- 2013: Nominierung für den Grimme Online Award[24]
- 2013: Im Oktober wurde er als erster MINT-Botschafter des Jahres ausgezeichnet.[25]
- 2013: Sieger beim Deutschen Multimediapreis mb21[26]
- 2013: Fast Forward Science, Spezialpreis der Jury, für seinen Song zur Mitternachtsformel (a-b-c-Formel). Beurich erhielt ein Preisgeld in Höhe von 2.000 Euro.[27][28]
- 2018: Helmut Fischer Preis für Wissenschaftskommunikation des Deutschen Museums. Beurich erhielt ein Preisgeld in Höhe von 5.000 Euro.[29]

## Medienauftritte (Auswahl)
Beurich bewarb sich Ende 2013 bei der von ProSieben und Sat.1 durchgeführten Talentshow Millionärswahl. Dort wurde er vom Publikum auf Platz 49 gewählt und sollte in der letzten Live-Sendung auftreten, dazu kam es jedoch aufgrund der Sendungsreduzierung nicht (stattdessen wurde lediglich ein Einspielfilm gezeigt).
Am 22. Januar 2015 war er bei TV total zu Gast, wo er mehrere Mathesongs (teilweise zusammen mit den heavytones) präsentierte. Am 26. März 2015 sah man ihn bei Galileo, wo er sich genauer vorstellte und einen Ausschnitt des Mathe-Songs über partielle Integration zeigte. In der Ratesendung Kaum zu glauben! hatte das prominente Rateteam das Hobby des damals noch nicht so bekannten Beurich zu erraten.
Am 8. Juni 2017 wurde in der Fernsehsendung KiKA LIVE ein Beitrag mit Beurich ausgestrahlt, wo er zusammen mit der Moderatorin Jessica Lange einen Song zur schnellen Multiplikation einer Zahl mit 11 komponierte. Auf wdr.de wurde er 2017 unter den bekanntesten Lernvideokanälen auf YouTube präsentiert.

## Diskografie (Auswahl)
Beurichs Lieder mit über 2 Millionen Aufrufen auf YouTube:
- p-q-Formel (Die Lösungsformel) (Mathe-Song)[34][35]
- Binomische Formeln (Mathe-Song)[36][37]
- Quadratic Formula Song[38][39][40]
- Brüche addieren – mit vedischer Mathematik (Mathe-Song)[41]

## Schriften
- Johann Beurich: Euler schemes for accretive operators on Banach spaces. Dissertation. Technische Universität Dresden, Dresden 2023, DNB 1319240933 (d-nb.info [PDF; 842 kB]).